# A Viúva Alegre (1934)
The Merry Widow (bra/prt: A Viúva Alegre) é um filme norte-americano de 1934, do gênero comédia romântico-musical, dirigido por Ernst Lubitsch, com roteiro de Ernest Vajda e Samson Raphaelson baseado na opereta Die lustige Witwe, de Franz Lehar, com letra de Victor Leon e Leo Stein.

## Produção

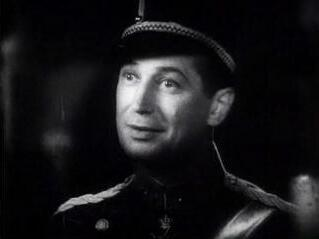
Maurice Chevalier em cena do trailer

Segundo o crítico e historiador Ken Wlaschin, este é um dos dez melhores filmes, tanto de Maurice Chevalier quanto de Jeanette MacDonald.
O filme deu ao diretor de arte Cedric Gibbons o segundo dos onze[carece de fontes?] Oscars que recebeu da Academia.

## Sinopse

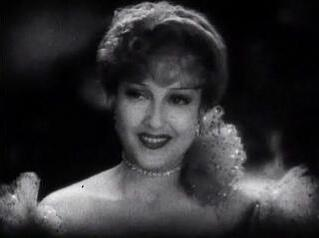
Jeanette MacDonald em cena do trailer

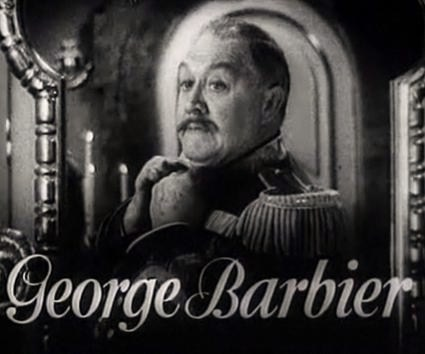
George Barbier em cena do trailer

1885. O Rei Achmed tenta proteger os interesses econômicos da Marchóvia, seu pequeno país encravado na Europa Central. Quando Sonia, a viúva mais rica da nação, vai para Paris, Achmed manda atrás o Príncipe Danilo, seu maior conquistador, para seduzi-la e casar-se com ela (e assim levá-la de volta com toda sua fortuna) -- do contrário, será feito prisioneiro. Na Cidade Luz, o príncipe acaba por distrair-se com outras mulheres... mas uma delas é a própria Sonia, disfarçada de cortesã. Apaixonam-se e marcam o casamento, porém no último minuto Sonia recusa-se a subir ao altar e Danilo é preso. Depois, ela vai visitá-lo na prisão e os dois finalmente acertam os ponteiros.

## Premiações
| Patrocinador                                  | Prêmio | Categoria              | Situação |
| --------------------------------------------- | ------ | ---------------------- | -------- |
| Academia de Artes e Ciências Cinematográficas | Oscar  | Melhor Direção de Arte | Vencedor |

## Elenco
| Ator/Atriz            | Personagem      |
| --------------------- | --------------- |
| Maurice Chevalier     | Príncipe Danilo |
| Jeanette MacDonald    | Sonia           |
| Edward Everett Horton | Embaixador      |
| Una Merkel            | Rainha          |
| George Barbier        | Rei             |
| Minna Gombell         | Marcelle        |
| Ruth Channing         | Lulu            |
| Sterling Holloway     | Ordenança       |
| Donald Meek           | Valete          |
| Herman Bing           | Zizipoff        |